# Gran Premio del Belgio 1965
Il Gran Premio del Belgio 1965 fu la terza gara della stagione 1965 del Campionato mondiale di Formula 1, disputata il 13 giugno sul Circuito di Spa-Francorchamps.
La corsa vide la vittoria di Jim Clark su Lotus-Climax, seguito da Jackie Stewart su BRM e Bruce McLaren su Cooper-Climax.
Richard Attwood, alla guida di una Lotus privata, fu vittima di un grave incidente a fine gara. Uscendo di pista centrò un palo del telegrafo e la sua vettura si incendiò, ma fortunatamente ne uscì illeso.

## Qualifiche
| Pos | N° | Naz                      | Pilota          | Costruttore         | Scuderia                    | Tempo  | Distacco |
| --- | -- | ------------------------ | --------------- | ------------------- | --------------------------- | ------ | -------- |
| 1   | 7  | Regno Unito (bandiera)   | Graham Hill     | BRM P261            | Owen Racing Organisation    | 3:45.4 | -        |
| 2   | 17 | Regno Unito (bandiera)   | Jim Clark       | Lotus 33-Climax     | Team Lotus                  | 3:47.5 | +2.1     |
| 3   | 8  | Regno Unito (bandiera)   | Jackie Stewart  | BRM P261            | Owen Racing Organisation    | 3:48.8 | +3.4     |
| 4   | 10 | Stati Uniti (bandiera)   | Richie Ginther  | Honda RA272         | Honda R&D Company           | 3:49.0 | +3.6     |
| 5   | 15 | Stati Uniti (bandiera)   | Dan Gurney      | Brabham BT11-Climax | Brabham Racing Organisation | 3:49.2 | +3.8     |
| 6   | 1  | Regno Unito (bandiera)   | John Surtees    | Ferrari 158         | Scuderia Ferrari SpA SEFAC  | 3:49.5 | +4.1     |
| 7   | 20 | Svezia (bandiera)        | Jo Bonnier      | Brabham BT7-Climax  | RRC Walker Racing Team      | 3:49.7 | +4.3     |
| 8   | 21 | Svizzera (bandiera)      | Jo Siffert      | Brabham BT11-BRM    | RRC Walker Racing Team      | 3:50.7 | +5.3     |
| 9   | 4  | Nuova Zelanda (bandiera) | Bruce McLaren   | Cooper T77-Climax   | Cooper Car Company          | 3:51.3 | +5.9     |
| 10  | 14 | Australia (bandiera)     | Jack Brabham    | Brabham BT11-Climax | Brabham Racing Organisation | 3:51.5 | +6.1     |
| 11  | 11 | Stati Uniti (bandiera)   | Ronnie Bucknum  | Honda RA272         | Honda R&D Company           | 3:52.3 | +6.9     |
| 12  | 18 | Regno Unito (bandiera)   | Mike Spence     | Lotus 33-Climax     | Team Lotus                  | 3:52.6 | +7.2     |
| 13  | 23 | Regno Unito (bandiera)   | Richard Attwood | Lotus 25-BRM        | Reg Parnell Racing          | 3:53.2 | +7.8     |
| 14  | 5  | Austria (bandiera)       | Jochen Rindt    | Cooper T77-Climax   | Cooper Car Company          | 3:53.3 | +7.9     |
| 15  | 2  | Italia (bandiera)        | Lorenzo Bandini | Ferrari 512         | Scuderia Ferrari SpA SEFAC  | 3:54.0 | +8.6     |
| 16  | 22 | Regno Unito (bandiera)   | Innes Ireland   | Lotus 25-BRM        | Reg Parnell Racing          | 3:57.4 | +12.0    |
| 17  | 27 | Belgio (bandiera)        | Lucien Bianchi  | BRM P57             | Scuderia Centro Sud         | 3:59.0 | +13.6    |
| 18  | 26 | Australia (bandiera)     | Frank Gardner   | Brabham BT11-BRM    | John Willment Automobiles   | 3:59.4 | +14.0    |
| 19  | 24 | Regno Unito (bandiera)   | Bob Anderson    | Brabham BT11-CLimax | DW Racing Entreprises       | 3:59.8 | +14.4    |
| 20  | 29 | Stati Uniti (bandiera)   | Masten Gregory  | BRM P57             | Scuderia Centro Sud         | 4:02.8 | +17.4    |
| DNS | 28 | Belgio (bandiera)        | Willy Mairesse  | BRM P57             | Scuderia Centro Sud         | -      | -        |

## Gara
| Pos | N° | Naz                      | Pilota          | Costruttore         | Giri | Tempo/Causa Ritiro | Pos partenza | Punti |
| --- | -- | ------------------------ | --------------- | ------------------- | ---- | ------------------ | ------------ | ----- |
| 1   | 17 | Regno Unito (bandiera)   | Jim Clark       | Lotus 33-Climax     | 32   | 2:23:34.8          | 2            | 9     |
| 2   | 8  | Regno Unito (bandiera)   | Jackie Stewart  | BRM P261            | 32   | +44.8 secondi      | 3            | 6     |
| 3   | 4  | Nuova Zelanda (bandiera) | Bruce McLaren   | Cooper T77-Climax   | 31   | +1 Giro            | 9            | 4     |
| 4   | 14 | Australia (bandiera)     | Jack Brabham    | Brabham BT11-Climax | 31   | +1 Giro            | 10           | 3     |
| 5   | 7  | Regno Unito (bandiera)   | Graham Hill     | BRM P261            | 31   | +1 Giro            | 1            | 2     |
| 6   | 10 | Stati Uniti (bandiera)   | Richie Ginther  | Honda RA272         | 31   | +1 Giro            | 4            | 1     |
| 7   | 18 | Regno Unito (bandiera)   | Mike Spence     | Lotus 33-Climax     | 31   | +1 Giro            | 12           |       |
| 8   | 21 | Svizzera (bandiera)      | Jo Siffert      | Brabham BT11-BRM    | 31   | +1 Giro            | 8            |       |
| 9   | 2  | Italia (bandiera)        | Lorenzo Bandini | Ferrari 512         | 30   | +2 Giri            | 15           |       |
| 10  | 15 | Stati Uniti (bandiera)   | Dan Gurney      | Brabham BT11-Climax | 30   | +2 Giri            | 5            |       |
| 11  | 5  | Austria (bandiera)       | Jochen Rindt    | Cooper T77-Climax   | 29   | +3 Giri            | 14           |       |
| 12  | 27 | Belgio (bandiera)        | Lucien Bianchi  | BRM P57             | 29   | +3 Giri            | 17           |       |
| 13  | 22 | Regno Unito (bandiera)   | Innes Ireland   | Lotus 25-BRM        | 27   | +5 Giri            | 16           |       |
| 14  | 23 | Regno Unito (bandiera)   | Richard Attwood | Lotus 25-BRM        | 26   | Incidente          | 13           |       |
| Rit | 29 | Stati Uniti (bandiera)   | Masten Gregory  | BRM P57             | 12   | Pompa benzina      | 20           |       |
| Rit | 20 | Svezia (bandiera)        | Jo Bonnier      | Brabham BT7-Climax  | 9    | Accensione         | 7            |       |
| Rit | 11 | Stati Uniti (bandiera)   | Ronnie Bucknum  | Honda RA272         | 9    | Cambio             | 11           |       |
| Rit | 1  | Regno Unito (bandiera)   | John Surtees    | Ferrari 158         | 5    | Motore             | 6            |       |
| Rit | 26 | Australia (bandiera)     | Frank Gardner   | Brabham BT11-BRM    | 3    | Accensione         | 18           |       |
| DNS | 24 | Regno Unito (bandiera)   | Bob Anderson    | Brabham BT11-CLimax |      | Ritirato           | 19           |       |

## Statistiche

### Piloti
- 15ª vittoria per Jim Clark
- 20° podio per Bruce McLaren
- 20° podio per Jim Clark
- Ultimo Gran Premio per Willy Mairesse

### Costruttori
- 20° vittoria per la Lotus
- 1° arrivo a punti per la Honda

### Motori
- 36° vittoria per la Climax
- 1° arrivo a punti per il motore Honda

### Giri al comando
- Jim Clark (1-32)

## Classifiche Mondiali

### Piloti
| Pos | Pilota          | Punti |
| --- | --------------- | ----- |
| 1   | Jim Clark       | 18    |
| 2   | Graham Hill     | 15    |
| 3   | Jackie Stewart  | 11    |
| 4   | John Surtees    | 9     |
| 5   | Bruce McLaren   | 8     |
| 6   | Lorenzo Bandini | 6     |
| 7   | Mike Spence     | 3     |
|     | Jack Brabham    | 3     |
| 9   | Jo Siffert      | 1     |
|     | Richie Ginther  | 1     |

### Costruttori
| Pos | Team           | Punti |
| --- | -------------- | ----- |
| 1   | BRM            | 19    |
| 2   | Lotus-Climax   | 18    |
| 3   | Ferrari        | 12    |
| 4   | Cooper-Climax  | 8     |
| 5   | Brabham-Climax | 3     |
| 6   | Brabham-BRM    | 1     |
|     | Honda          | 1     |